# Розп'ятий острів
«Розп'ятий острів» — радянський військовий фільм 1968 року знятий на кіностудії «Грузія-фільм» режисером Шотою Манагадзе.

## Сюжет
Фільм заснований на реальній події — повстанні радянських військовополонених на острові Тексел. Квітень 1945 року, на невеликий окупований голландський острів Тексел для будівництва укріплень німці привозять як «робочу силу» близько 800 радянських військовополонених, переважно грузинів. Полонені, разом із членами голландського Опору, захопивши зброю, починають повстання. Німецьке командування висаджує на острів десант. На замкнутому просторі острова зав'язується багатоденний нерівний бій, в якому гинуть майже всі повсталі та місцеві жителі, що допомагали їм.

## В ролях
- Тенгіз Арчвадзе — Георгій
- Григол Ткабладзе — Сіпіто
- Зураб Капіанідзе — Симона
- Малхаз Бебурішвілі — Отар
- Леван Пілпані — Резо
- Гурам Пірцхалава — Гуджа
- Гейдар Палавандішвілі — Сосо
- Тамаз Гамкрелідзе — Гаїоз
- Нугзар Мачаваріані — Зуріко.
- Нугзар Хідурелі — Моше
- Йосип Лагідзе — Отіа
- Карло Саканделідзе — Джолеба
- Аріадна Шенгелая — Лотта, дочка коменданта німецького гарнізону
- Ієва Мурнієце — Ані.
- Алфредс Віденіекс — майор
- Кальє Коміссаров — Андріс
- Лінда Тубін — Корнелія

В епізодах: Гіві Тохадзе, Валдеко Ратассепп, Фелікс Степун та інші.

## Знімальна група
- Режисер — Шота Манагадзе
- Сценаристи — Реваз Табукашвілі
- Оператор — Георгій Челідзе
- Композитор — Реваз Лагідзе
- Художник — Дмитрій Такайшвілі

## Критика
Картина «Розп'ятий острів», створена грузинськими кінематографістами, за жодних обставин не стане просто «ще однією стрічкою про війну».— "Супутник кіноглядача", травень 1969 року